# Forcipomyia wulai
Forcipomyia wulai är en tvåvingeart som beskrevs av Lien 1991. Forcipomyia wulai ingår i släktet Forcipomyia och familjen svidknott.
Artens utbredningsområde är Taiwan. Inga underarter finns listade i Catalogue of Life.